# Condado de Sunbury (Novo Brunswick)
O Condado de Sunbury é um dos quinze condados da província canadense de New Brunswick.